# NGC 7829
NGC 7829 (również PGC 488) – galaktyka soczewkowata znajdująca się w gwiazdozbiorze Wieloryba. Odkrył ją w roku 1886 Francis Leavenworth. Wraz z sąsiednią galaktyką NGC 7828, z którą oddziałuje grawitacyjnie, stanowi obiekt Arp 144 w Atlasie Osobliwych Galaktyk Haltona Arpa.